# رسالة في اللاهوت والسياسة

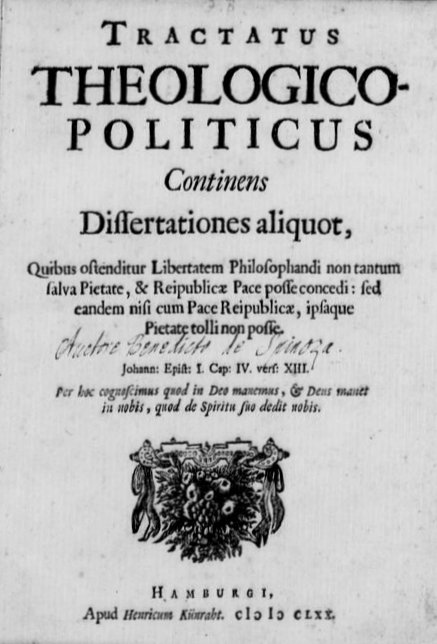
رسالة في اللاهوت والسياسة

رسالة في اللاهوت والسياسة هو كتاب للفيلسوف الهولندي باروخ سبينوزا كان أحد  أكثر النصوص إثارة للجدل في الفترة الحديثة المبكرة. كان دفاعًا استباقيًا عن عمل سبينوزا المتأخر، الأخلاق، الذي نُشر بعد وفاته في عام 1677، والذي توقع له نقدًا قاسًا.

## تاريخ النشر
نُشرت الرسالة مُغفَلة المؤلف في عام 1670 على يد جان ريورتس في أمستردام. من أجل حماية المؤلف والناشر من الانتقام السياسي، حددت صفحة العنوان مدينة النشر على أنها هامبورغ والناشر باسم Henricus Kunraht. كُتبت باللغة اللاتينية الجديدة بدلاً من اللغة الهولندية العامية في محاولة لتجنب الرقابة من قبل السلطات الهولندية العلمانية.

## الإيمان والفلسفة
أوضح سبينوزا في كتابه «رسالة في اللاهوت والسياسة» أن الإيمان والفلسفة منفصلين، وأن العقل ليس خادماً للاهوت، ولكل مجال خاص يختلف عن مجال آخر. إذ يذهب إلى أن غاية الفلسفة هي الحق وحده أو الحقيقة، وغاية الإيمان هي الطاعة والتقوى وحسب. كما أن الأسس التي تقوم عليها الفلسفة هي الأفكار المشتركة أي المبادئ العامة التي تحكم الأشياء، أو القوانين الثابتة للطبيعة، وهذه نستخلصها من دراستنا للطبيعة وحدها. أما الإيمان فيتأسس على الكتب المقدسة والتسليم بواقعة الوحي، ولأن مجال الفلسفة يختلف عن مجال الإيمان، فإن التفلسف لا يضر الإيمان ولا يشكل خطرًا عليه.